# Leif Lundblad
Leif Jörgen Ingemar Lundblad, född 28 augusti 1938, är en svensk entreprenör och uppfinnare vars mest kända uppfinning är sedelutmatare till uttagsautomater, utvecklad under 1970-talet.
Lundblad driver i dag bland annat företagen Banqit och Nybohov Invest. Han har också grundat Esbri.